# Station Boguszów Gorce
Station Boguszów Gorce is een spoorwegstation in de Poolse plaats Boguszów-Gorce.